# Кочетов, Алексей Андреевич
Алексе́й Андре́евич Ко́четов (род. 10 июля 1942 года) — российский промышленник, президент российского предприятия пиво-безалкогольной отрасли без участия иностранного капитала — ЗАО Московский пиво-безалкогольный комбинат «Очаково», Заслуженный работник пищевой индустрии РФ.

## Биография
Алексей Андреевич Кочетов родился 10 июля 1942 года в селе Шереметьеве Ряжского района Рязанской области.
Трудовую деятельность начал в 1960 году на машиностроительном заводе «Коммунальник» рабочим. В 1961 году поступил в Московский технологический институт пищевой промышленности, который окончил в 1966 году по специальности «Машины и аппараты пищевых производств», получив квалификацию «инженер-механик».
После учёбы Кочетов был направлен работать главным механиком на Нижне-Тагильский ликёро-водочный завод и с тех пор трудится в системе пищевой промышленности. 
В 1972 году перешёл на пивоваренный завод имени Бадаева в качестве главного механика, а в 1978 году был назначен главным инженером Московского пищевого комбината. 
В 1982 году Кочетов был назначен на должность начальника отдела новых видов оборудования и комплексной механизации технического управления Министерства пищевой промышленности СССР, а в 1986 году перешёл на работу в Госагропром СССР.
В 1988 году Кочетов был назначен на должность главного инженера Московского пиво-безалкогольного комбината и одновременно исполняющим обязанности директора, через год — директором предприятия. 
С 1993 года является президентом закрытого акционерного общества «Московский пиво-безалкогольный комбинат «Очаково».

## Достижения
- Под руководством Алексея Кочетова впервые в промышленных масштабах было запущено производство кваса по технологии двойного брожения: молочнокислого и дрожжевого;

- В 1994 году он первым в России запустил линию по розливу пива в ПЭТ-упаковке. В течение следующих 2 лет «Очаково» установило еще 2 такие линии, став монополистом в этой нише[1];

- В 1995 году было выпущено первое в России пиво в алюминиевых банках[3];

- Была проведена модернизация производства, которая позволила компании  выйти на новые производственные мощности[3];

- В 1997 году был создан и выпущен первый в России слабоалкогольный напиток «Джин-Тоник»[3];

- В начале 2000-х компания «Очаково» под руководством Алексея Кочетова стала лидером рынка слабоалкогольных напитков. В 2003 году ее доля на этом рынке составляла около 18%[1];

- Благодаря финансовой поддержке со стороны «Очаково» удалось предотвратить продажу стратегически важного завода «Сатурн», занимающегося выпуском солнечных панелей и аккумуляторных батарей для космических аппаратов. За это Кочетов был удостоен медали «За содействие космической деятельности»[4];

- Было построено 10 предприятий, среди которых пиво-безалкогольные заводы, солодовня, винодельня, сельскохозяйственные предприятия;

- Кочетов начал возрождение традиций российского виноградства и виноделия. В 2003 году в станице Вышестеблиевская Таманского полуострова в эксплуатацию был  запущен  современный завод по выпуску высококачественных вин — «Южная винная компания»[5];

- Создан первый в мире квас для детей «Квасёнок». Благодаря уникальной технологии производства, созданной специально для  данного продукта, в этом квасе содержание алкоголя составляет 0%;

- Запущено производство белого кислого кваса из пшеничного солода и цельного зерна ржи по восстановленной деревенской рецептуре;

- Произведен запуск сокового производства на Московском предприятии[6];

- Была создана собственная сеть фирменной торговли «Очаково — натуральные напитки»[7];

- Выпущен на рынок новый в своем сегменте мультисолодовый напиток I'NICE без добавленного сахара. В состав входят: пять пророщенных злаков (рожь, пшеница, ячмень, кукуруза, овес) соки фруктов, овощей, экстракты трав;

- Создан первый в мире квас с природными энергетиками и 0% алкоголя.

## Награды и звания
- For Success in Economic Survival And Development In The Face Of Adverse Conditions (1996 год);
- «Заслуженный работник пищевой индустрии Российской Федерации» (1997 год)[8];
- Медаль «Ветерана труда» за добросовестный труд (1998 год);
- Диплом лучшего менеджера России (1999 год);
- Медаль 1 степени «За выдающийся вклад в развитие Кубани» (2001 год);
- Почетный знак Губернатора Пензенской области «Во славу земли Пензенской» (2002 год);
- Победитель VI Всероссийского конкурса «Лучшие российские предприниматели» в номинации «Предприниматель года» (2002 год);
- Медаль «За заслуги» выдана решением городской Думы г. Краснодар (2003 год);
- Медаль 1 степени «За заслуги перед Землей Белгородской» (2003 год);
- Медаль «За содействие космической деятельности» (2004 год);
- Орден Совета Союза российских производителей пиво-безалкогольной продукции «За заслуги в развитии пивоваренной отрасли» (2004 год);
- Грамота Главы Императорского Дома за заслуги в обеспечении военной безопасности России и полезные труды по укреплению ее могущества (2004 год);
- Почётная грамота за реализацию инвестиционного проекта по строительству в Пензенской области крупнейшего завода пивоваренной и безалкогольной отрасли пищевой промышленности региона (2005 год);
- Почётный житель внутригородского муниципального образования Очаково-Матвеевское города Москвы[9] (2006 год).